# بیوک اکسل
بیوک اِکسِل (چینی سنتی: 別克凱越; پین‌یین: Biékè kǎiyuè؛ انگلیسی: Buick Excelle) نام رایج خودروهای ساب کامپکتی است که توسط شرکت شانگهای جنرال موتورز تحت نشان تجاری بیوک جنرال موتورز به فروش می‌رسد. این خودرو در چین به‌عنوان یک خودروی کامپکت طبقه‌بندی می‌شود، اما طبق استانداردهای بین‌المللی، یک خودروی ساب‌کامپکت است.
بیوک اکسل اصلی بر اساس دوو لاستی توسعه‌یافته در کره جنوبی توسط دوو موتورز طراحی و ساخته شده‌است. در حالی که این خودرو در ابتدا با نام تجاری دوو در سراسر جهان فروخته می‌شد، در سال ۲۰۰۴ جنرال موتورز تمامی محصولات دوو در اروپا را به نام شورولت تغییر نام داد.
شانگهای جی‌ام یک خودروی جدید به نام بیوک اکسل جی‌تی را به موازات اکسل مبتنی بر لاستی، در چین معرفی کرد که در زبان چینی «یینگ لانگ»Ying Lang نام داشت. این خودرو بر اساس پلتفرم جهانی خودروهای کامپکت جنرال موتورز «دلتا ۲» ساخته شده‌است که در روسلزهایم در مرکز توسعه فنی بین‌المللی اوپل (ITDC) توسعه یافته‌است. شورولت کروز نیز بر اساس همین پلتفرم ساخته شده‌است.
در اوت ۲۰۱۶، بیوک تصمیم گرفت تولید اکسل را با وجود فروش قوی و فروش ۲٫۶۸ میلیون دستگاه طی ۱۳ سال، متوقف کند. با استناد به قیمت پایین این خودرو با وجود حرکت این نشان تجاری به سمت بازار خودروهای گران‌قیمت به‌عنوان دلیل اصلی توقف تولید این مدل، هیچ جانشین مستقیمی برای آن وجود نخواهد داشت؛ زیرا شورلت و وولینگ بازار خودروهای پایین‌رده که با خروج اکسل از این بازار، جا برای محصولات دیگر دارد را تغذیه می‌کنند.
در ژوئن ۲۰۱۸، بیوک نسل دوم بیوک اکسل را عرضه کرد. نسل دوم اکسل با قرار گرفتن در زیر اکسل جی‌تی، بر اساس یک پلت‌فرم جدید و پایه به عنوان یک مدل کاملاً جدید ساخته شد. تولید اکسل در سال ۲۰۲۳ بدون هیچ جایگزینی در حال حاضر متوقف شد.

## نسل اول (جی۲۰۰؛ ۲۰۰۳)
نسل نخست این خودرو در قالب سدان، استیشن و اکسل اچ‌آروی (هاچ‌بک) در دسترس بود و گونه‌ای تغییریافته از دوو لاستی محسوب می‌شد. مدل‌های اچ‌آروی و استیشن از سال ۲۰۰۵ تا ۲۰۰۹ تولید شدند؛ در حالی که تولید محلی مدل سدان در شانگهای از آوریل ۲۰۰۳ تا اوت ۲۰۱۶ ادامه داشت.
اکسل برای مدل سال ۲۰۰۸ فیس‌لیفتی متشکل از نمای جلوی جدید، طراحی انتهایی جدید و فضای داخلی به‌روز دریافت کرد. طراحی مدل فیس‌لیفت تا حدودی از بیوک پارک اونیو الهام گرفته شده‌است و واحدهای چراغ جلو و سپرها دوباره طراحی شده‌اند در حالی که گلگیرهای جلو همان واحدها باقی مانده‌اند. دومین فیس‌لیفت متشکل از یک جلوپنجره جدید در سال ۲۰۱۳ عرضه شد. یک موتور ۱٫۶ لیتری در سطح تریم ال‌ایکس تا سال ۲۰۱۳ استاندارد بود که در این سال یک موتور ۱٫۵ لیتری جایگزین آن شد. سطوح تریم جدید ۱٫۵ ام‌تی کلاسیک، ۱٫۵ ام‌تی پریمیوم، ۱٫۵ ای‌تی کلاسیک و ۱٫۵ ای‌تی پریمیوم بودند. قیمت آن بین ۹۶٬۹۰۰ یوان تا ۱۱۸٬۹۰۰ یوان در طول دوره تولید آن بود.

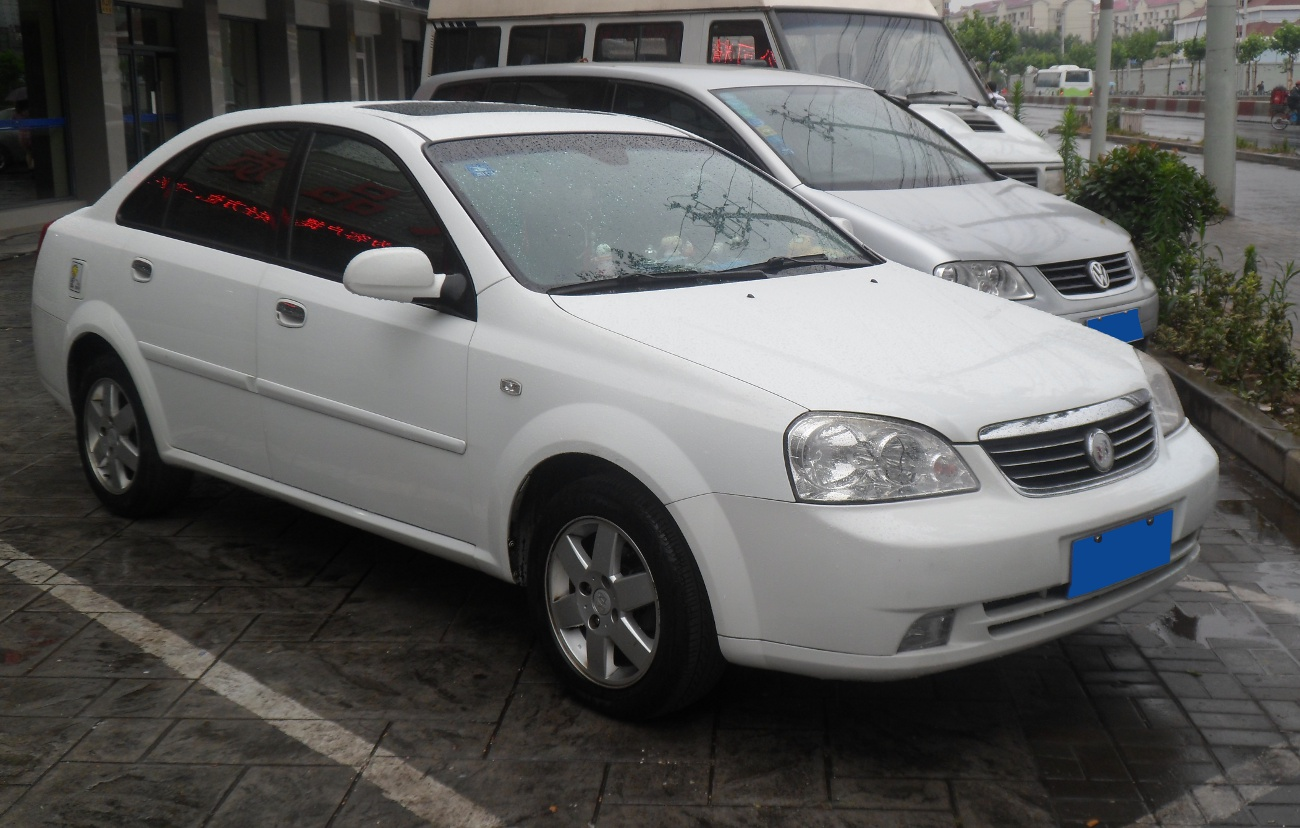
بیوک اکسل (نمای جلو، پیش از فیس‌لیفت)
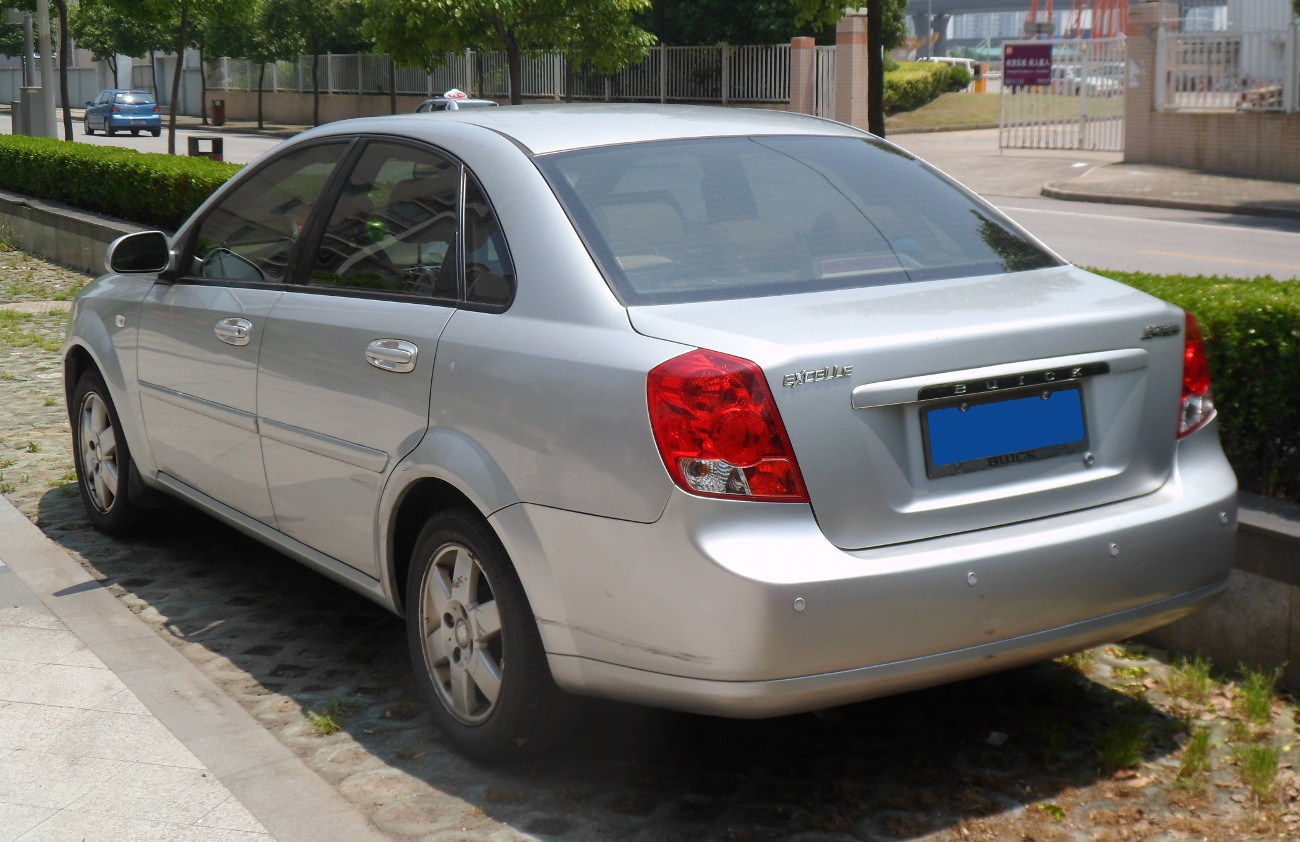
بیوک اکسل (نمای عقب، پیش از فیس‌لیفت)
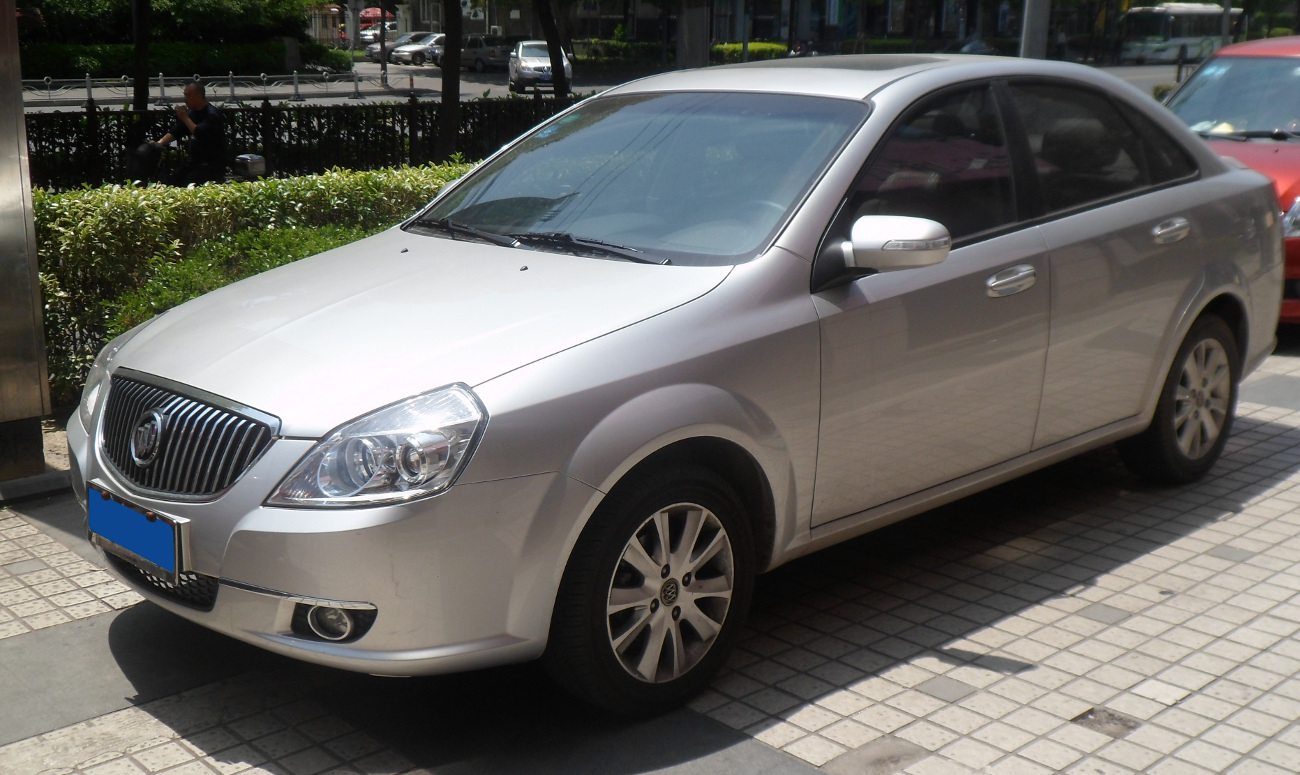
بیوک اکسل (نمای جلو، فیس‌لیفت)
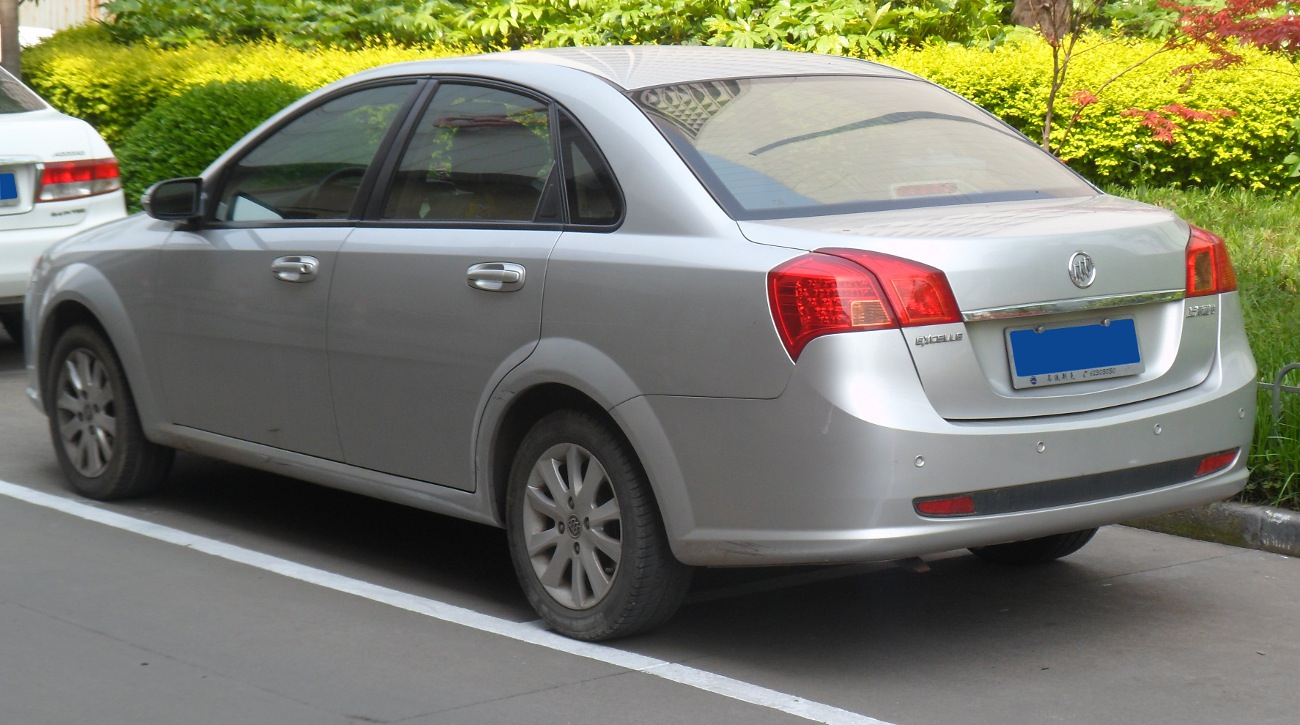
بیوک اکسل (نمای جلو، فیس‌لیفت)
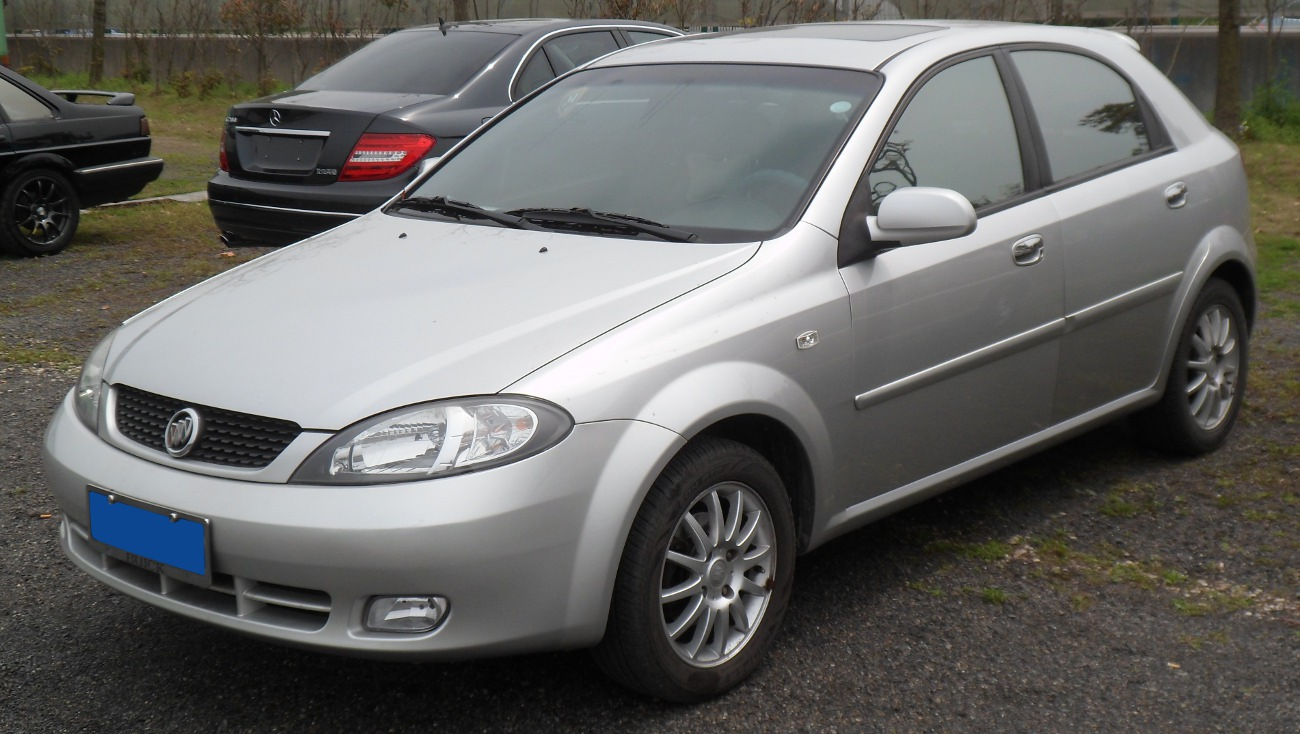
بیوک اکسل اچ‌آروی
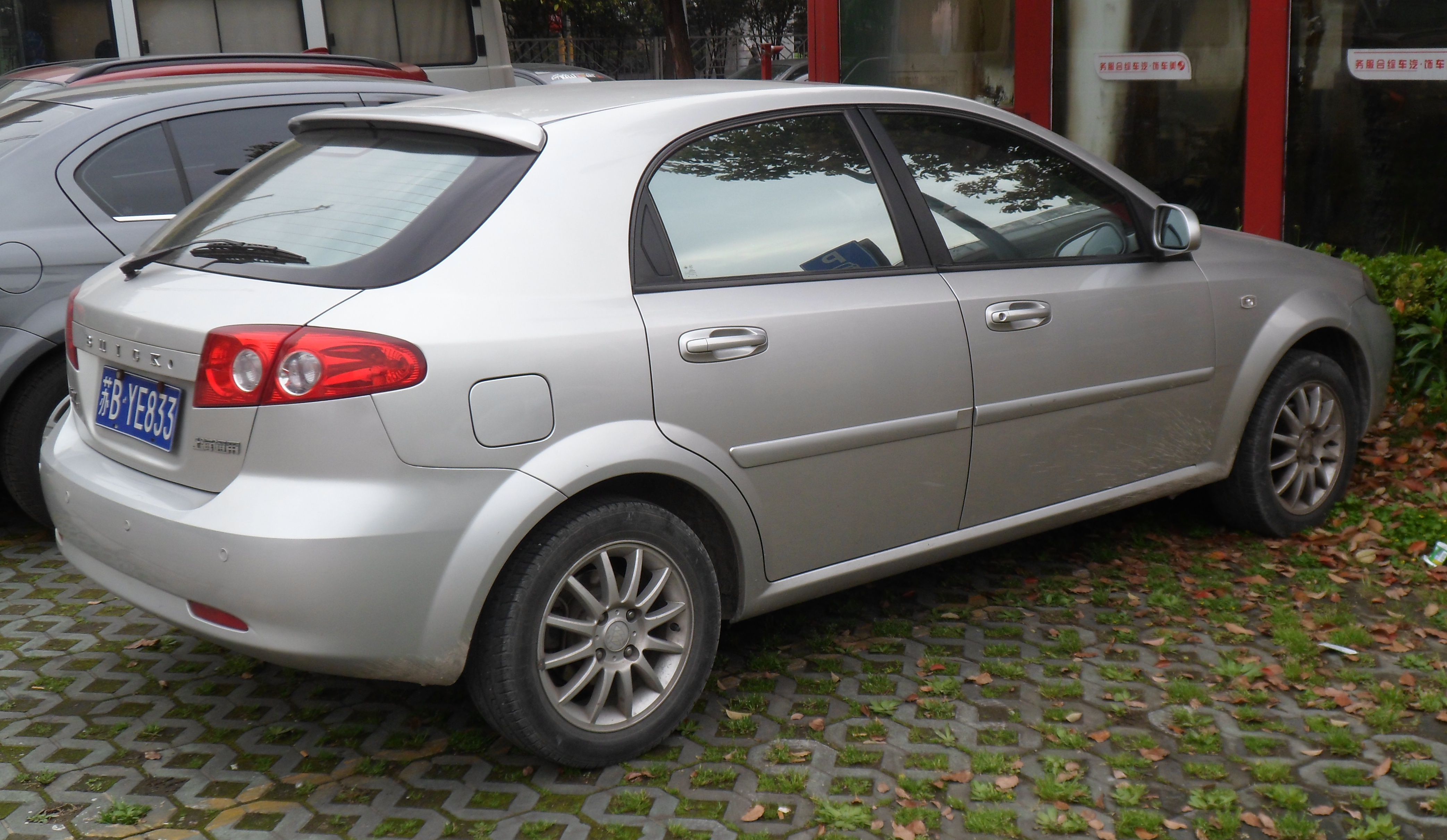
بیوک اکسل اچ‌آروی (نمای عقب)
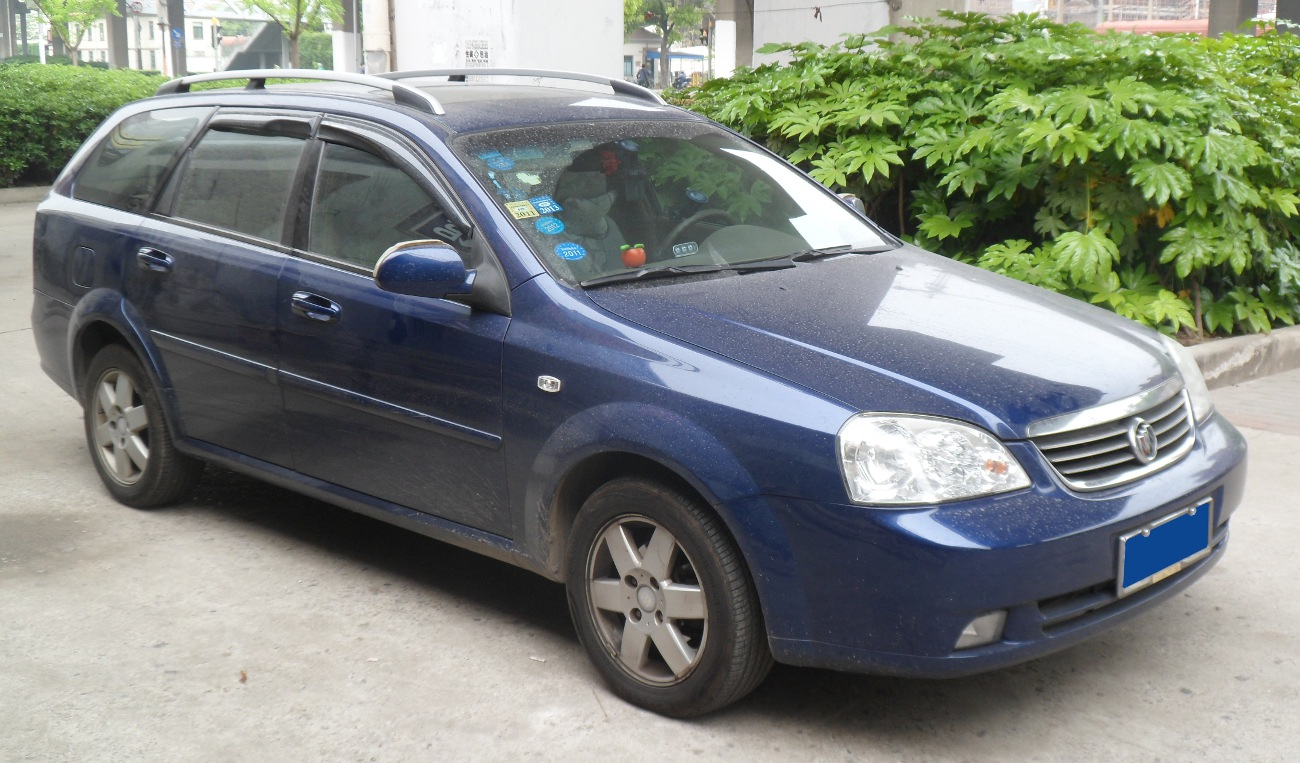
بیوک اکسل واگن (نمای جلو)
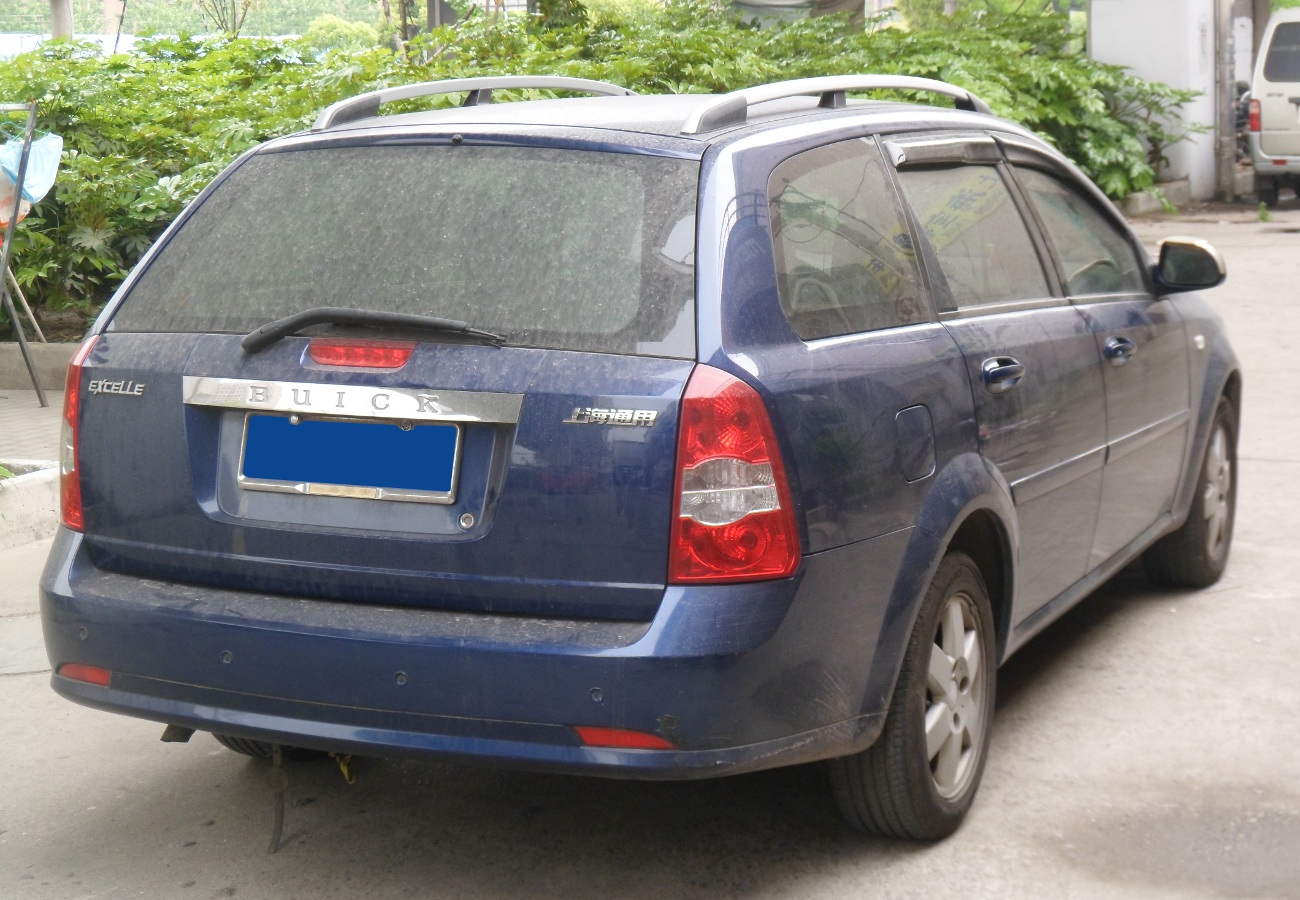
بیوک اکسل واگن (نمای عقب)

### تایوان
در بازار تایوان، یالون موتورز به عنوان تولیدکننده و توزیع‌کننده محصولات جنرال موتورز در تایوان، بیوک اکسل بازطراحی شده را معرفی کرد که از سال ۲۰۰۷ به‌طور انحصاری در تایوان تولید و فروخته می‌شد. از آنجایی که واردات از سرزمین اصلی چین به‌دلیل مسائل سیاسی غیرممکن است، این خودرو به‌صورت کیت ناک‌داون از کره جنوبی وارد و در تایوان به‌طور محلی مونتاژ می‌شد. نسخهٔ تایوانی نمای جلویی کاملاً متفاوتی در مقایسه با نسخهٔ فروخته شده در سرزمین اصلی چین تشکیل شده‌است در حالی که طراحی قسمت عقب هنوز شبیه سدان‌های شورولت اپترا، دوو لاستی و سوزوکی فورنزا است و فقط گرافیک چراغ‌های عقب بازطراحی شده‌است.

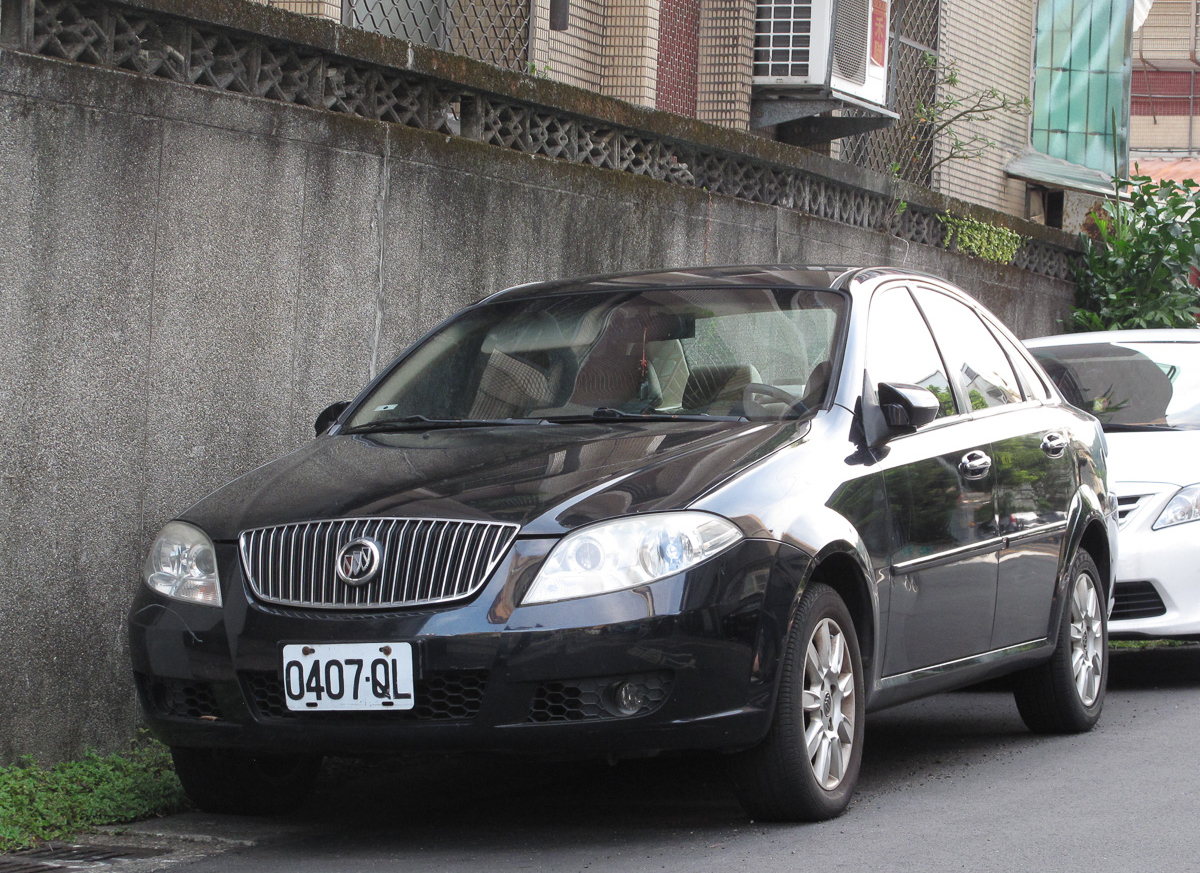
بیوک اکسل تایوانی
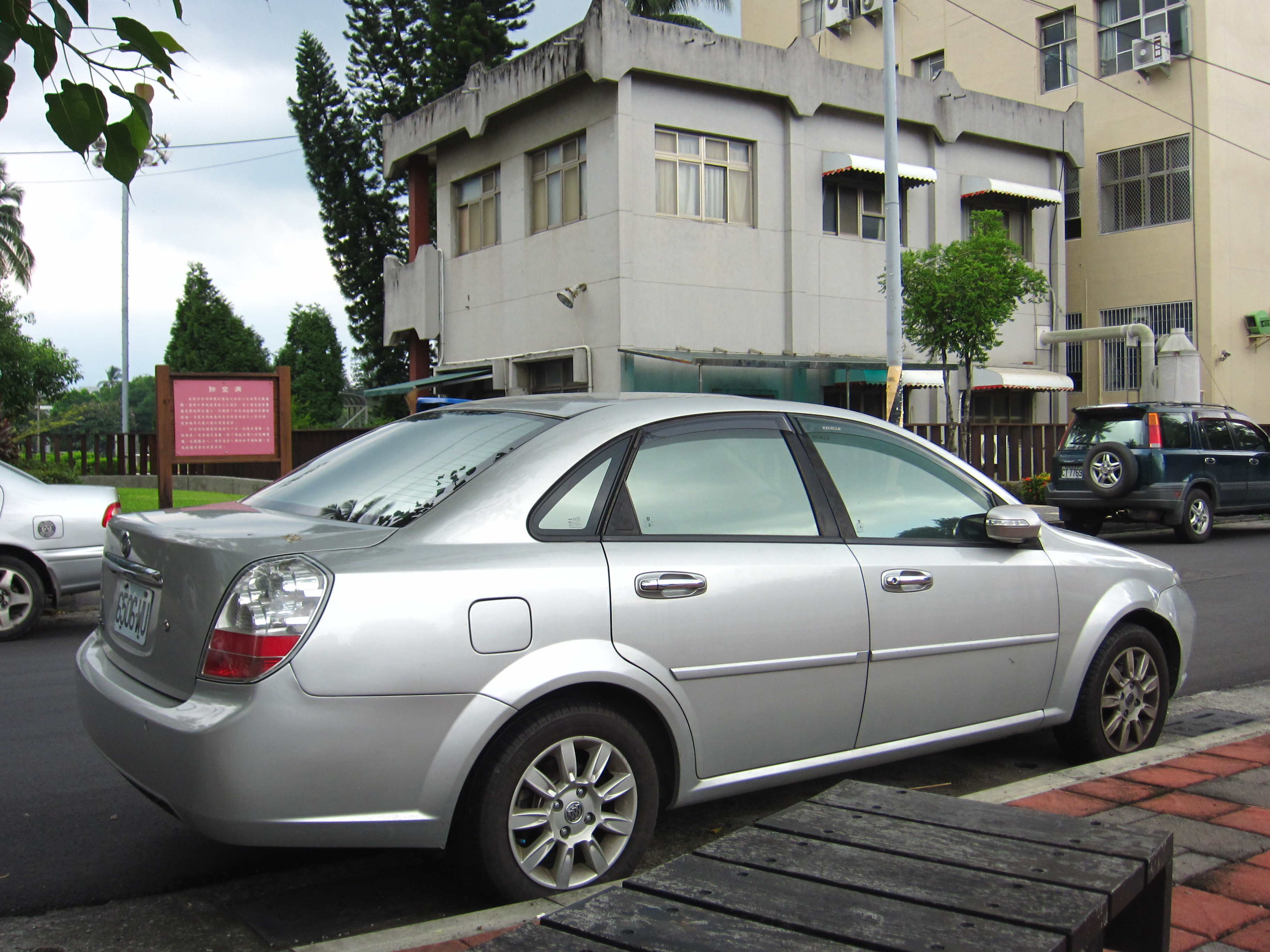
بیوک اکسل تایوانی

## نسل دوم (۲۰۱۸)

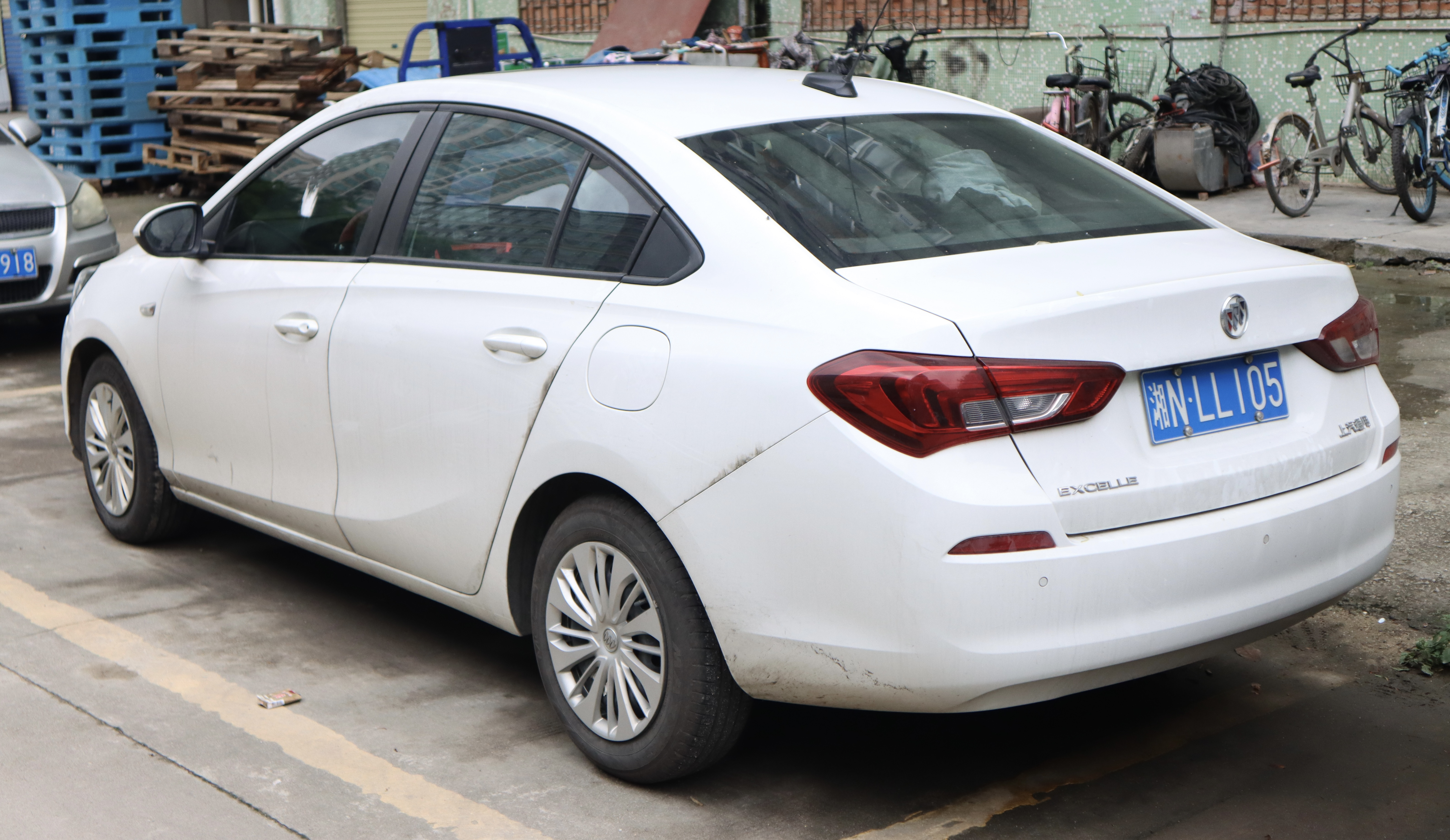
نمای عقب نسل دوم بیوک اکسل

نسل دوم بیوک اکسل بر اساس پروژهٔ لغوشدهٔ اوپل کورسا اف (جی۲جی۰)، که به‌دلیل فروش اوپل به گروه پی‌اس‌ای لغو شده بود، در تاریخ ۲۲ ژوئن ۲۰۱۸ در بازار چین عرضه شد. نسل دوم بیوک اکسل که بر اساس پلتفرم جدید جی‌ئی‌ام ساخته شده‌است، از یک موتور ۱٫۳ لیتری جدید ۳ سیلندر خطی انژکتوری با قدرت ۱۰۶ اسب بخار (۷۹ کیلووات؛ ۱۰۷ اسب بخار متری) و گشتاور ۱۳۳ نیوتن متر (۹۸ پوند-فوت؛ ۱۴ کیلوگرم متر) نیرو می‌گیرد. گزینه‌هانی انتخابی برای جعبه‌دندهٔ این نسل شامل ۶ سرعتهٔ دستی و سی‌وی‌تی می‌شود.